# Prea cald pentru luna mai
Prea cald pentru luna mai este un film românesc din 1984 regizat de Maria Callas Dinescu. Rolurile principale au fost interpretate de actorii Marina Procopie, Adrian Păduraru, Stelian Nistor și Dan Puric.

## Rezumat
Un grup de tineri, elevi în clasa a XII-a, aflați la o petrecere, ajung, din cauza teribilismului și inconștienței unuia dintre ei, la procuratură, doi fiind eliminați din școală. Principalul vinovat scapă nevinovat, dându-i bani altui coleg să ia asupra lui vina. Se distrug prietenii, destine.
Andra (interpretată de Marina Procopie) și Matei (interpretat de Adrian Păduraru) sunt prieteni și pleacă împreună cu alți colegi la o plimbare, dar cei doi se ceartă și fata pleacă acasă, cumpărând o sticlă de șampanie, pentru a-și sărbători împreună cu tatăl ziua de naștere. Numai că acasă își găsește tatăl (interpretat de Silviu Stănculescu) împreună cu Dorina (interpretată de Maia Morgenstern), o femeie mult mai tânără, cu care tatăl intenționează să se recăsătorească. Andra pleacă la Silvia (interpretată de Magda Catone), unde era o petrecere la care participau și colegii ei, inclusiv Matei. Din nou cei doi se ceartă, iar Matei, nervos, începe să arunce pe fereastră farfurile de pe masă. Una dintre farfurii rănește grav o fată care trecea pe sub fereastră.
La locul accidentului vine o salvare, vin și autoritățile, care îi duc pe tineri la secție, pentru a da declarații. Matei îi promite bani lui Radu, pentru ca acesta să-și asume vina rănirii fetei. Procurorul Vasile (interpretat de Octavian Cotescu) îl cunoaște bine pe Matei, fiind prieten de-o viață cu tatăl acestuia, Ion (interpretat de George Constantin).
Fata lovită se află în comă la spitalul unde e medic tatăl lui Ștefan (interpretat de Dan Puric), alt coleg al lui Andrei și al lui Matei, prezent la petrecere.
În ziua în care tatăl ei se căsătorește cu Dorina, Andra pleacă de acasă, se duce la Matei. "Când părinții mei au divorțat, am fost pusă să aleg între ei. Cum poate un copil să aleagă? După ce criteriu?", îi povestește ea prietenului.

Cei doi ajung din nou la Silvia, unde e iarăși petrecere. Acolo e și Radu, care după o ceartă cu Matei, îi ia acestuia cheile mașinii și, într-un moment de furie, umblă la frâne. Dar de dimineață mașina e luată de tatăl lui Matei, care are un accident și ajunge în stare gravă la spital, chiar în ziua în care toți colegii erau citați la tribunal. Deși inițial vrea să fugă, urcându-se într-un tren, Radu sare din vagon, merge la tribunal și îi mărturisește procurorului ce a făcut.

## Distribuție
Distribuția filmului este alcătuită din:
- Marina Procopie — Ruxandra („Andra”) Berindei, elevă de liceu
- Adrian Păduraru — Matei Cruceanu, elev de liceu
- Stelian Nistor — Radu Blejan, elev de liceu
- Dan Puric — Ștefan Ilarion, elev de liceu, premiantul clasei
- Magda Catone — Silvia, elevă de liceu
- Mioara Ifrim — Ortansa, eleva de liceu din Balta Albă
- Maia Morgenstern — Dorina, logodnica ing. Berindei
- Adrian Vîlcu — George Teclu, elev de liceu, fiul procurorului
- Olga Tudorache — prof. Maria Vartolomei, directoarea liceului
- Octavian Cotescu — procurorul Vasile Teclu, tatăl lui George
- George Constantin — Ion Cruceanu, tatăl lui Matei, directorul unei fabrici
- Silviu Stănculescu — ing. Vlad Berindei, tatăl Andrei
- Eugenia Bosînceanu — mama Andrei
- Papil Panduru — meșterul bătrân, prietenul vechi al lui Ion Cruceanu
- Radu Duda — elev de liceu
- Luminița Stoianovici
- Roxana Guttman (menționată Roxana Ionescu)
- Dan Crișan
- Mihai Cazacioc
- Victoria Mierlescu — mama Dorinei (menționată Victoria Merlescu)
- Constantin Guriță — Victor, soțul mamei Andrei
- Petrică Vasilescu
- Ion Siminie — dr. Ilarion, tatăl lui Ștefan
- Ovidiu Păun
- Cristina Lascu
- Gabriel Covaci
- Florin Biter

## Primire
Filmul a fost vizionat de 1.571.152 de spectatori în cinematografele din România, după cum atestă o situație a numărului de spectatori înregistrat de filmele românești de la data premierei și până la data de 31 decembrie 2014 alcătuită de Centrul Național al Cinematografiei.